# Vestnes
Vestnes è un comune norvegese della contea di Møre og Romsdal.
Capoluogo del comune è il centro abitato omonimo; altre località sono Vikebukt, Vik, Øverås, Fiksdal, Tomrefjord e Tresfjord.
Il territorio comunale confina a est con il comune di Rauma ed a sud con quello di Ålesund; a nord il Romsdalsfjord lo separa dal comune di Molde.

## Geografia fisica

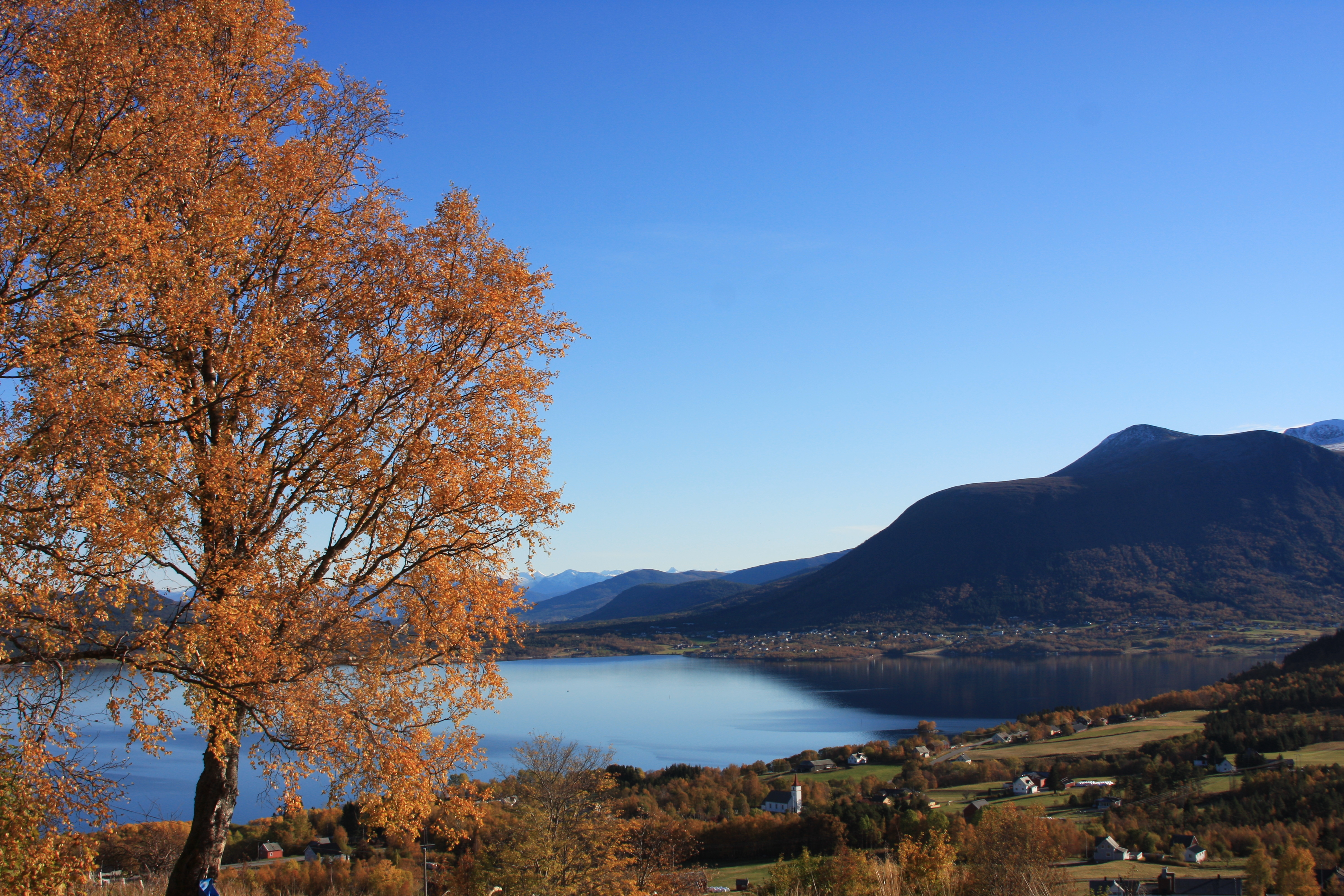
Panoramica su Fiksdal

Il comune si trova sulle coste meridionali del Romsdalfjord ed è diviso in tre parti da due fiordi laterali di questo: a est il Tresfjord e ad a ovest il Tomrefjord. Il maggiore centro abitato di Vestnes si trova nella lingua di terra che separa questi due fiordi. 
Le aree abitate si trovano sulle coste, che sono poco scoscese; il territorio è dominato da vasti rilievi, tra cui il massiccio chiamato Vestnesfjella, situato tra la più meridionale catena montuosa Sunnmørsalpane e quella più orientale Romsdalsalpane.
Lungo il Romsdalsfjord si trovano i rilievi del Blåskjerdingen (1069 m s.l.m.) e del Trolltinden (1241 m s.l.m.); più a sud le altitudini sono maggiori: al confine con il comune di Ålesund si trova il monte Lauparen (1434 m s.l.m.) e a sudest il Sandfjellet (1470 m s.l.m.). Nella parte sudoccidentale del comune si trova la piccola stazione sciistica di Ørskogfjellet.

## Origini del nome
Il nome del comune deriva dalla fattoria Vestnes, probabilmente perché lì fu costruita la prima chiesa della zona. La fattoria si trova sulla sponda ovest del Tresfjorden, uno dei due fiordi presenti nell'area del comune.
Il termine Vestnes deriva dalle parole Vest, che indica l'ovest, e Nes (scritto precedentemente Næs), che indica una lingua di terra o una zona che sporge (come un capo o un promontorio); questo termine è presente in diversi comuni e luoghi della Norvegia, come ad esempio: Gjermundnes (Romsdal), Nes (Akershus), Nes (Buskerud), Fonnes (Hordaland).

## Storia

### Stemma
Lo stemma è stato realizzato solo in tempi molto recenti ed è stato adottato l'11 aprile 1980. Sullo stemma a forma di scudo vi sono due triangoli o cunei giallo oro su sfondo rosso. Il disegno rappresenta la geografia del luogo, infatti se si interpreta la parte gialla come i fiordi la terra risulta divisa in tre parti con una lingua di terra che sporge nel mezzo.

## Monumenti e luoghi d'interesse

### Architetture religiose

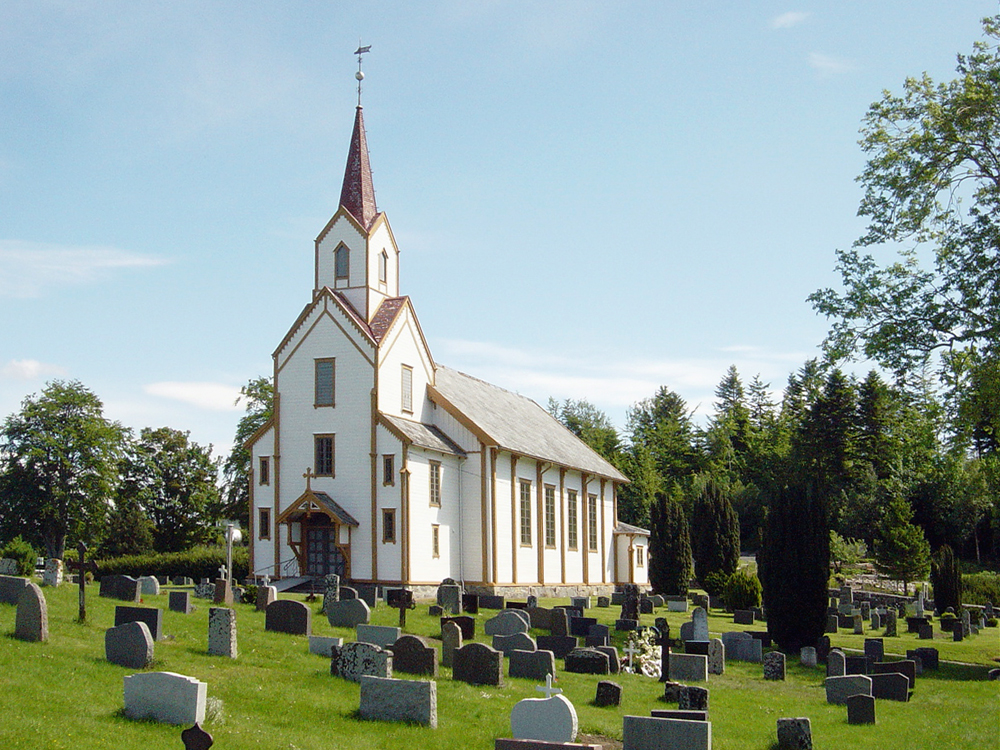
La chiesa di Vestnes

Nel comune vi sono quattro chiese in legno risalenti tutte al diciannovesimo secolo, tranne quella più recente di Vike:
- Vestnes kirke: si trova nel centro abitato di Vestnes, costruita nel 1872 sopra i resti di una chiesa precedente.
- Vike kirke, costruita nel 1970, si trova a Vikebukt.
- La chiesa di Tresfjord è del 1828 e presenta una singolare pianta ottagonale.[2]
- La chiesa di Fiksdal è del 1866 e si trova a lato della scuola, nella parte bassa del paese.

### Architetture civili
Il centro abitato di Vestnes è diviso da un canale che collega il Flatevågen con il Tresfjorden; tra i ponti che collegano le due parti della cittadina ve ne è uno pedonale in legno risalente al 1844.
A Tresfjord si trova il Tresfjord Museum, inaugurato nel 1949. Dedicato alla vita rurale, è composto da diversi edifici che riproducono botteghe artigiane ed ambienti rurali di epoche passate.
Il 78,7% della popolazione risulta membro della Norske Kirke cioè la Chiesa di Norvegia.